# Megaselia aequiperabilis
Megaselia aequiperabilis är en tvåvingeart som beskrevs av Rudolf Beyer 1959. Megaselia aequiperabilis ingår i släktet Megaselia och familjen puckelflugor. Inga underarter finns listade i Catalogue of Life.